# Explosions-Polka
Explosions-Polka (Polka des explosions), op.43, est une polka de Johann Strauss II. L'œuvre est créée le 8 février 1847 dans la salle Sträußl du théâtre de Josefstadt à Vienne.

## Histoire
La polka est écrite pour le carnaval de 1847. Le nom provient de l’invention d’un nouvel explosif. Cette substance est désormais connue sous le nom de nitrate de cellulose ou Schießbaumwolle. Cette invention est à la mode à Vienne et Strauss en profite pour écrire une polka avec des éléments (musicaux) explosifs. Le travail est effectivement un succès. Compte tenu du grand nombre de compositions de ce type, l’œuvre passe  ensuite quelque peu au second plan.

## Durée
Sa durée d'exécution est de 3 minutes et 6 secondes. Elle peut varier selon l'interprétation musicale du chef d'orchestre.

## Postérité
- Il existe un arrangement pour fanfare de John Glenesk Mortimer[réf. souhaitée].

- La pièce est jouée lors du célèbre concert du nouvel an à Vienne :  en 1958, 1963, 1968, 1972, 1974 et 1975 (Willi Boskovsky) ; 1981 (Lorin Maazel) ; 1990 et 2015 (Zubin Mehta).